# Lincoln Stedman
Lincoln Stedman est un acteur américain, né le 18 mai 1901 à Denver (Colorado), et mort le 22 mars 1948 à Los Angeles.
Sa carrière se déroule majoritairement au cinéma muet et se termine en 1934. Il a joué dans 85 films.

## Biographie
Stedman est né à Denver, dans l'état du Colorado ; il est l'enfant unique du cinéaste Marshall Stedman et de l'actrice du  cinéma muet Myrtle Stedman. En surpoids à l'adolescence, Stedman ressemblait à Roscoe Arbuckle ; il a joué de manière convaincante des rôles d'adultes bien au-delà de son âge véritable. Il était marié à Carol Rohe Stedman. Lincoln Stedman est mort à Los Angeles d'une maladie cardiaque un mois après la naissance de sa fille Loretta Myrtle Stedman. Il est enterré au cimetière Holy Cross à Los Angeles.

## Filmographie partielle
- 1918 : The Atom de William C. Dowlan : Ethelbert
- 1919 : Anne of Green Gables de William Desmond Taylor : Jumbo Pie
- 1921 : Soyez ma femme (Be My Wife) de Max Linder : Archie
- 1921 : La Petite Baignade (The Old Swimmin' Hole) de Joseph De Grasse : Skinny
- 1921 : L'École du charme (The Charm School) de James Cruze
- 1921 : Under the Lash de Sam Wood
- 1922 : White Shoulders de Tom Forman : "Cupid" Calvert
- 1923 : The Wanters de John M. Stahl : Bobby
- 1923 : La Bonne Étoile (The Man Life Passed By) de Victor Schertzinger : Muggsy
- 1923 : Black Oxen de Frank Lloyd : Donnie Ferris
- 1923 : The Prisoner de Jack Conway : Dickey Savage
- 1923 : The Meanest Man in the World d'Edward F. Cline : Bart Nash
- 1924 : La Femme de Don Juan (Wife of the Centaur) de King Vidor : Chuck
- 1926 : One Minute to Play de Sam Wood
- 1927 : Rookies de Sam Wood : Sleepy
- 1927 : Quelle averse ! (Let It Rain) d'Edward F. Cline
- 1927 : The Prince of Headwaiters de John Francis Dillon
- 1928 : Harold Teen de Mervyn LeRoy
- 1929 : Why Be Good? de William A. Seiter
- 1947 : The Road to Hollywood de Bud Pollard, Del Lord, Leslie Pearce et Mack Sennett : (images d'archive)